# A Romlás virágai
A Romlás virágai Charles Baudelaire szimbolista költő verseskötete. A mű eredeti kiadásának francia címe Les Fleurs du mal, első kötetét 1857-ben adták ki, amely 100 költeményt tartalmazott. A kiadvány Baudelaire egyetlen verseskötete, az első kiadást később két újabb, bővített változat követte. A kötet megjelenése nagy felháborodást váltott ki a korabeli sajtóban, a versekben megjelenő dekadencia és erotika miatt a költeményeket közerkölcsöt sértőnek titulálták. Az ügy a bíróság elé került, és az eljárás végén a kötet hat versét betiltották. Ugyanakkor A Romlás virágainak hatása a modern irodalomra vitathatatlan: a verseskötetben megjelenő csökkenő tudatosság erőteljesen befolyásolta számos szimbolista költő, köztük Stéphane Mallarmé, Arthur Rimbaud és Paul Verlaine művészetét is.

## Műfaja, stílusa
A verseskötet eredeti francia címe, a Fleurs du mal kétértelműséget sugall. A költő egész életét meghatározó kettősséget, a rosszal és romlottsággal szembe helyezkedő örök szépséget fejezi ki a művészet virágainak szimbólumával. Baudelaire költészetére nagy hatást gyakorolt Edgar Allen Poe művészete, amelynek fontos jellegzetessége a szépségimádat. Ennek az irányzatnak a meghatározása szerint a költő feladata a „rajongó erőfeszítés a felsőbbrendű Szépség elérésére”. Ez a fajta esztétika az egész verssorozatot végigkíséri. Baudelaire költeményeiben korábban nem látott módon foglalkozott az emberi lélek természetével, de versformái nem voltak újító jellegűek. A kötetben szereplő versek jelentős része a legkötöttebb versszerkezetek közé tartozó szonett formában íródott. Fontos témái az eredendő bűn és a megbocsátás, az undor a gonosztól, valamint sokszor saját magától is, ehhez kapcsolódóan előtérbe kerül a halálvágy. A költő indiai-óceáni utazásának hatása is megjelenik a versekben, gyakoriak az egzotikus elemek, mint az óceán vagy az afrikai nő. A kötetet végigkísérik a szimbolista elemek.

## Felépítése

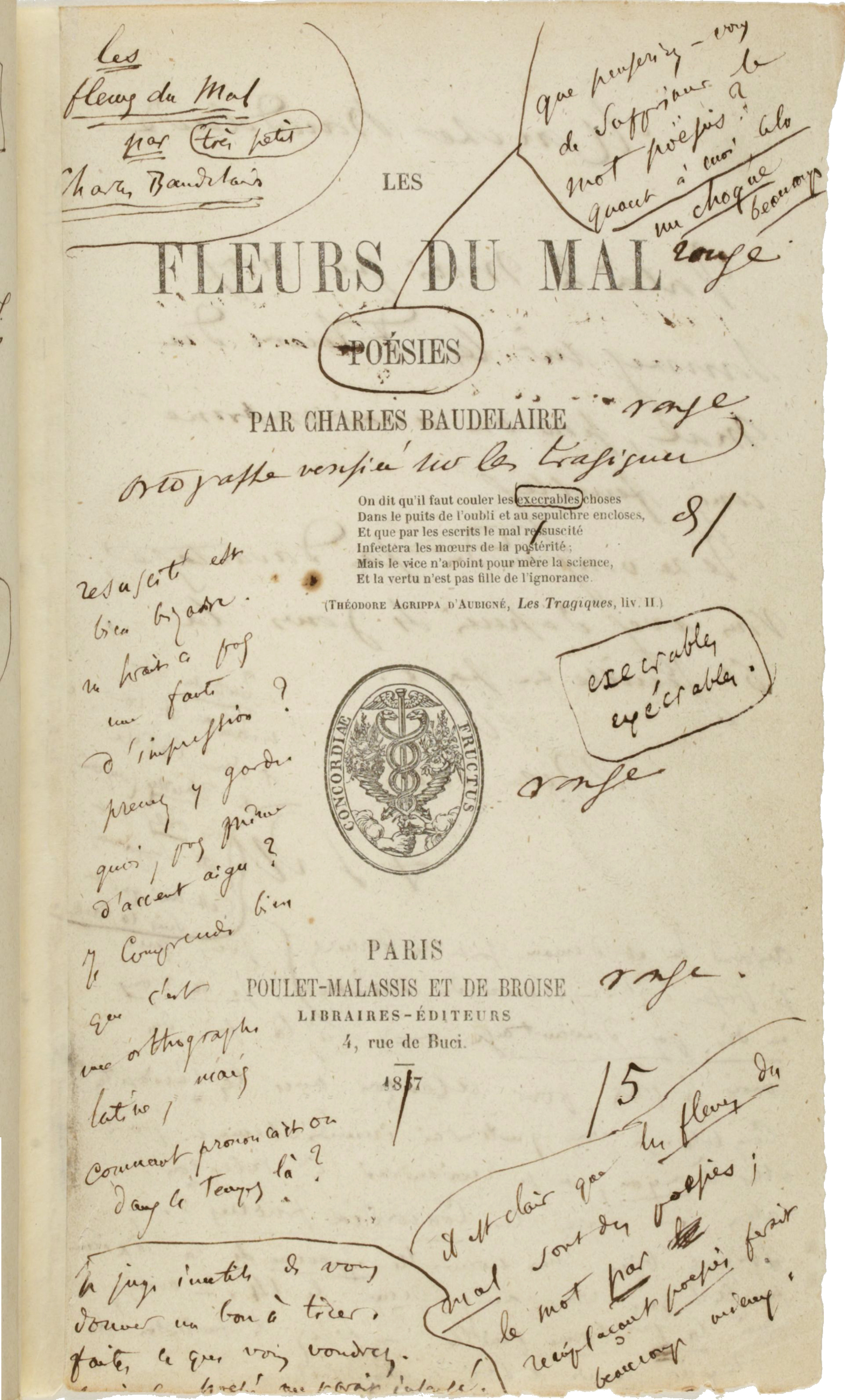
A kötet első kiadásának borítója

A kötet versei 6 ciklusra oszlanak témájuk szerint:
- Spleen et idéal (Spleen és Ideál)
- Tableaux parisiens (Párizsi jelenetek)
- Le Vin (Bor)
- Fleurs du mal (A Romlás virágai)
- Révolte (Forradalom)
- La Mort (Halál)

A verseskötet legismertebb versei Az albatrosz, a Kapcsolatok, az Egy dög, valamint az Őszi ének.

### Az albatrosz
Az albatrosz című vers 1840 körül keletkezett és A Romlás virágai kötet elején, a programadó versek között helyezkedik el. Műfaja ars poetica, témája pedig egyetlen allegória, a versben szereplő földre kényszerített, nevetségessé vált albatrosz a költő sorsát jelképezi. Hangvétele ünnepélyes, de egyben komor és keserű is.

### Kapcsolatok
A Kapcsolatok Az albatroszhoz hasonlóan kiemelt helyen, a kötet elején található programversek között helyezkedik el a Spleen és Ideál ciklusban. Műfaja ars poetica, fontos jellemzője a romantikával való radikális szakítás, ez teszi a szimbolizmus poétikai alapvetésévé a művet. Hangvétele emelkedett, amely a vers csúcspontján eksztatikussá válik. Témája az ember és a természet viszonya.

### Egy dög
Az Egy dög című vers műfaja nehezen meghatározható, tulajdonképpen szerelmes vers és óda, azonban a költemény témája egy állati tetem részletes leírása. A művel Baudelaire célja a polgárpukkasztáson túl a szépség megmutatása lehetett. Ebből következően fontos versszervező elem a tárgy rútsága és a leírás magasztos hangvétele közötti morbid ellentét.

## Magyarul

### 1944-ig
- A rossz virágai; ford. György Oszkár; Tevan, Békéscsaba, 1917
- Versek a "Les fleurs du mal"-ból; ford. Franyó Zoltán; Hellas, Wien, 1921
- Versek a Fleurs du mal-ból; ford., bev. Térey Sándor; Athenaeum Ny., Bp., 1923
- Romlás virágai; ford. Babits Mihály, Szabó Lőrinc, Tóth Árpád; Genius, Bp., 1923 (Nagy írók – nagy írások)
- A romlás virágai; ford. Babits Mihály, Szabó Lőrinc, Tóth Árpád, a végleges magyar kiadást jegyzetekkel sajtó alá rendezte Szabó Lőrinc; Révai, Bp., 1944

### 1945 után
- A Rossz virágai; ford., bev. Tornai József, tan. Sujtó László: A kötet története; 2. jav. kiad.; Kráter, Pomáz, 2007